# گریس موگابه
گریس ماروفو (انگلیسی: Grace Marufu؛ زادهٔ ۲۳ ژوئیهٔ ۱۹۶۵) که با نام گریس موگابه شناخته می‌شود؛ دومین همسر رئیس‌جمهور سابق زیمبابوه، رابرت موگابه، و بانوی اول زیمبابوه از ۱۹۹۶ میلادی تا زمان استعفای شوهرش در نوامبر ۲۰۱۷ بود. گریس موگابه در زمان ریاست‌جمهوری رابرت موگابه جانشین احتمالی او در زیمبابوه محسوب می‌شد.
همسر سابق گریس افسر ارشد نیروی هوایی و سفیر زیمبابوه در چین بود.